# Kviz (1994.)
Kviz (eng. Quiz Show) je američka povijesna drama iz 1994. godine koju je producirao i režirao Robert Redford. Temeljen na memoarima Richarda Goodwina Remembering America, film čiji je scenarij napisao Paul Attanasio priča priču o skandalu koji se dogodio na popularnom američkom kvizu Twenty One tijekom 50-ih godina prošlog stoljeća. Glavne uloge u filmu su ostvarili John Turturro, Rob Morrow, Ralph Fiennes, Paul Scofield, David Paymer, Hank Azaria i Christopher McDonald.
Film prikazuje kroniku uspona i pada popularnog natjecatelja Charlesa Van Dorena nakon namještenog poraza Herba Stempela te pokušajima kongresnog istražitelja Richarda Goodwina da istraži navedeno namještanje u kvizu 21. Goodwin je ko-producirao film.

## Radnja
Iz osiguranog bankovnog trezora pitanja za popularni televizijski kviz 21 šalju se u televizijski studio dok njegovi producenti Dan Enright i Albert Freedman sve gledaju iz kontrolne sobe. Glavna atrakcija večeri je stanovnik Queensa, Herbert Stempel, vladajući prvak koji točno odgovara na sva pitanja. Međutim, televizijska mreža i korporativni sponzor programa (piće Geritol) uskoro saznaju da gledanost emisije opada što znači da je showu potreban novi natjecatelj.
Enright i Freedman pronađu novog natjecatelja na Sveučilištu Columbia. Riječ je o Charlesu Van Dorenu, sinu poznatog pjesnika i intelektualca Marka Van Dorena i novelistice Dorothy Van Doren. Producenti mu vrlo suptilno nagovijeste namještanje kviza, ali Van Doren ih odlučno odbija. Enright uskoro odvodi Stempela na večeru u restoran gdje ga obavještava da tijekom sljedećeg kviza mora izgubiti, jer je gledanost počela opadati. Stempel nevoljko pristaje uz uvjet da ostane na televiziji, prijeteći da će razotkriti pravu istinu iza svog uspjeha: unaprijed je dobivao odgovore na pitanja.
Stempel i Van Doren zajedno se susretnu u kvizu 21 gdje se sve svodi na unaprijed poznato pitanje u vezi filma Marty, dobitnika nagrade Oscar 1955. godine za najbolji film. Unatoč tome što zna točan odgovor, Stempel krivo odgovori i na taj način dozvoli Van Dorenu da dobije pitanje na koje je unaprijed odgovorio u uredu Enrighta; Van Doren točno odgovori na pitanje i pobjeđuje.
U sljedećih nekoliko tjedana pobjednički niz Van Dorena od njega učini nacionalnu zvijezdu. Posustajući pod pritiskom, on dozvoli producentima da mu daju odgovore na pitanja umjesto da sam traži odgovore na njih. U međuvremenu, Stempel koji je izgubio gotovo sav novac osvojen na kvizu zbog klađenja započinje prijetiti sudskom tužbom protiv NBC-a nakon što mu ne bude omogućen njegov povratak na televiziju. Uskoro ga vidimo kako ulazi u ured državnog tužitelja Franka Hogana.
Dick Goodwin, mladi kongresni odvjetnik s Harvarda zainteresira se za slučaj nakon što u novinama pročita odluku državne porote da je Hoganovo svjedočenje zapečaćeno. On putuje do New Yorka kako bi istražio glasine o namještanju kvizova. Posjetivši brojne natjecatelje, uključujući Stempela i Van Dorena on započne sumnjati da je kviz 21 zbilja namješten. Međutim, zbog njegove ekscentrične osobnosti Stempelu nitko ne vjeruje, a i nitko od bivših natjecatelja ne podupire njegove tvrdnje da se radi o namještenom kvizu. Goodwin uživa u Van Dorenovom društvu koji ga poziva na društvena okupljanja i sumnja da bi osoba Van Dorenove obiteljske pozadine i intelekta mogla biti umiješana u namještaljku.
U očaju Stempel priznaje da je i sam bio dio namještaljke i inzistira na tome da ako je on dobivao odgovore unaprijed, sigurno ih dobiva i Van Doren. Uz dokaze koji se povećavaju, Van Doren namjerno gubi, ali mu NBC nudi ugovor prema kojem će nastupati kao posebni izvjestitelj na Today Showu. 
U međuvremenu Goodwin nastavlja sa saslušanjima pred parlamentarnim odborom za zakonodavni nadzor uz povećane dokaze o korupciji na kvizu. Goodwin savjetuje Van Dorena da izbjegne bilo kakve javne nastupe u kojima podupire kviz. Ako na to pristane, Goodwin mu obećava da ga neće zvati na saslušanje pred kongresnim odborom. Međutim, na nagovor voditelja NBC-a, Van Doren napiše izjavu u kojoj istakne svoje uvjerenje u ispravnost kviza.
Nakon toga Stempel svjedoči pred kongresom i u svojem iskazu upliće Van Dorena na taj način prisilivši Goodwina da ovoga pozove kao svjedoka. Van Doren dođe do Kongresa i javno prizna svoju ulogu u zavjeri. Kasnije ga mediji informiraju da je otpušten iz Today Showa, a na Sveučilištu odmah traže njegovu ostavku.
Goodwin vjeruje da se nalazi nadomak pobjede protiv Geritola i televizijske mreže, ali umjesto toga shvaća da Enright i Freedman neće okrenuti leđa svojim šefovima i ugroziti vlastitu budućnost na televiziji; u tišini promatra svjedočenje producenata koji brane sponzore i mrežu od bilo kakve odgovornosti.

## Glumačka postava
- John Turturro kao Herb Stempel
- Rob Morrow kao Dick Goodwin
- Ralph Fiennes kao Charles Van Doren
- David Paymer kao Dan Enright
- Paul Scofield kao Mark Van Doren
- Hank Azaria kao Albert Freedman
- Christopher McDonald kao Jack Barry
- Johann Carlo kao Toby Stempel
- Elizabeth Wilson kao Dorothy Van Doren
- Allan Rich kao Robert Kintner
- Mira Sorvino kao Sandra Goodwin
- Martin Scorsese kao Martin Rittenhome

## Povijesne usporedbe
U filmu je prikazano da je Goodwin započeo svoj lov za Van Dorenom tijekom sezone 1956./57. kviza 21, ali su zapravo kongresne istrage od strane Goodwina provedene u ljeto 1959. godine.
U filmu je implicirano da je televizijska mreža NBC prenijela Enrightu želju Geritola, glavnog sponzora kviza 21, da zamijeni Stempela, a predsjednik mreže Bob Kintner (Allan Rich) čak u jednom trenutku kaže Enrightu: "Ti si producent, Dan. Produciraj." Niti Kintner niti NBC nikad službeno nisu bili implicirani u skandal, a TV mreža NBC je otkazala kviz odmah nakon što je za njega čula, iako je Enright prije svoje smrti tvrdio da su Geritolove primjedbe o nedostatku drame i napetosti na kvizu natjerale kompaniju da namjesti show.
U filmu je prikazano da je Van Doren pobijedio odmah zahvaljujući Stempelovom krivom odgovoru; premda je pitanje prikazano u filmu zbilja bilo ono na koje je Stempel krivo odgovorio (iako je znao točan odgovor), igra nije bila odmah gotova već se odigralo još nekoliko izjednačenih krugova i završila je tek kasnije. Epizoda u kojoj je Stempel poražen (koja je oborila rekorde gledanosti nakon Van Dorenove pobjede) originalno je emitirana 5. prosinca 1956. godine i bila je trinaesta epizoda po redu.
U filmu ne pratimo ostale kvizove koji su bili osumnjičeni za namještanje tijekom 50-ih godina prošlog stoljeća, najpoznatiji od njih The $64,000 Question, Dotto i Tic-Tac-Dough producenata Barryja i Enrighta. Nedostatak kviza Dotto iz filma posebno je značajan, jer je upravo namještanje na tom kvizu započelo istrage. 
Novinar Ken Auletta u svom članku za The New Yorker iz 1994. godine napisao je da je redatelj Robert Redford tijekom projekcije filma tog ljeta priznao "dramatizaciju događaja" kao što se to obično radi u filmovima. Redford se nije zbog toga ispričavao, a između ostalog priča koja je u stvarnosti trajala tri godine u filmu traje godinu dana. Redford je izjavio da je pokušao "napraviti igrani film, kako bi ga ljudi mogli gledati... u protivnom bio bi to dokumentarac." Redford je također istaknuo da je dokumentarni film o cijelom skandalu već snimljen (1992. godine naziva The American Experience redatelja Juliana Krainina koji je uz Goodwina također bio ko-producent filma Kviz).
U srpnju 2008. godine u izdanju The New Yorkera, Van Doren je napisao da su događaji opisani u filmu većinom istiniti, ali je istaknuo da je u to vrijeme imao regularnu djevojku koja nije prisutna u filmu. Također je istaknuo da je nastavljao s predavanjima suprotno filmskom epilogu u kojem je napisano da se to nije dogodilo.

## Kritike
Film Kviz jako dobro je prihvaćen od strane filmskih kritičara. Na popularnoj Internet stranici Rotten Tomatoes film ima 96% pozitivnih ocjena. Filmski kritičar Roger Ebert dao je filmu tri i pol od četiri zvjezdice istaknuvši da je scenarij "inteligentan, suptilan i nemilosrdan." Internet kritičar James Berardinelli hvalio je "odličnu performansu Fiennesa" te istaknuo da je "John Turturro fantastičan kao nekarizmatični Herbie Stempel."

## Nagrade i nominacije

### Oscar
Film Kviz imao je četiri nominacije za prestižnu nagradu Oscar, ali nije osvojio niti jednu:
- Najbolji film - Michael Jacobs, Julian Krainin, Michael Nozik i Robert Redford
- Najbolji redatelj - Robert Redford
- Najbolji sporedni glumac - Paul Scofield
- Najbolji adaptirani scenarij - Paul Attanasio

### Zlatni globus
Film Kviz imao je četiri nominacije za nagradu Zlatni globus, ali nije osvojio niti jednu:
- Najbolji film (drama)
- Najbolji redatelj - Robert Redford
- Najbolji sporedni glumac - John Turturro
- Najbolji scenarij - Paul Attanasio

### BAFTA
Film Kviz imao je tri nominacije za britansku nagradu BAFTA, a osvojio je jednu:
- Najbolji adaptirani scenarij - Paul Attanasio
- Najbolji film
- Najbolji sporedni glumac - Paul Scofield

## Vanjske poveznice
- Kviz u internetskoj bazi filmova IMDb-a